# 鈴木晶雅
鈴木 晶雅（すずき あきまさ、1958年(昭和33年) 6月29日)は、日本の政治家。大田区長。元自由民主党所属の東京都議会議員（6期）。元大田区議会議員（3期）。東京都議会時代は予算特別委員会委員長や総務委員会委員長などを歴任した。

## 経歴
1958年6月29日、東京都品川区の古書店の息子として生まれる。東京都立大森高等学校、日本大学法学部政治経済学科卒業。衆議院議員石原慎太郎公設第一秘書を経て、1991年に大田区議会議員選挙に自由民主党公認で立候補し、以降3期連続当選。
2001年6月24日投開票の東京都議会議員選挙に大田区選挙区(定数8)で無所属にて出馬し、17,410票を得るも9位で落選。2003年4月13日投開票が行われた東京都議会議員選挙補欠選挙で、大田区選挙区で無所属にて出馬し、76,656票を得て初当選。
以後、2005年・2009年・2013年の東京都議会議員選挙では自由民主党公認にて大田区選挙区(定数8)で連続当選するも、2017年7月2日投開票が行われた東京都議会議員選挙では19,032票を得るも9位で落選。その後、柳ヶ瀬裕文の参院選出馬による辞職によって執行された2020年7月5日投開票の東京都議会議員補欠選挙で110,059票を得て当選する。2021年7月4日投開票が行われた東京都議会議員選挙では、今回より定数が1減となる定数7の大田区選挙区で自由民主党公認で出馬し、26,244票を得て再選。
2023年3月8日に大田区長選挙に立候補を表明。2023年4月3日に東京都議会議員を辞職。2023年4月23日投開票が行われた大田区長選挙に引退を表明した前職の松原忠義の後継候補として自由民主党・公明党推薦で立候補し、立憲民主党・日本共産党・れいわ新選組が支援した元都民ファーストの会所属東京都議会議員の森愛、元大田区議会議員の岡高志を破り、104,444票を得て初当選。

## 統一教会との関係
2023年の大田区長選挙に際して開催された公益社団法人東京青年会議所 大田区委員会主催の公開討論会において、統一協会との関係を認める発言を行った。「霊感商法、統一協会との関連性について、岡候補から質問をいただきました。私は過去において、女性連合という団体の外国人の留学生スピーチ、その大会に2度ほど出たことがございます。それは統一協会の会合だということを認識して出たわけではありません。私も大学の弁論部の出身で、留学生が、特に女性留学生ですから日本で活躍をしたり、日本で本当に不思議に思ったようなことをこのスピーチをするという、こういった海外からの日本で勉強したいという、女性留学生を応援をしたいという意味で出させていただきました。」